# Liste des objets artificiels sur d'autres corps célestes
Cet article recense les objets artificiels ayant atterri à la surface de corps extraterrestres (planètes, satellites, astéroïdes, et, plus récemment, une comète).

## Liste

### Vénus
15 missions spatiales ont déposé des objets à la surface de Vénus, le premier étant Venera 3 qui s'y est écrasé en 1966. La première sonde à atterrir en douceur à la surface de la planète est Venera 7, en 1970. La dernière sonde à avoir atteint la surface de Vénus est Vega 2, en 1985.
Du fait des températures et pressions élevées de l'atmosphère vénusienne, toutes les missions d'atterrissage n'ont résisté que peu de temps aux conditions locales (certaines ayant d'ailleurs été détruites avant même leur contact avec le sol) ; toutes ont été abandonnées une fois leur mission terminée.
Outre les modules d'atterrissages, la plupart de ces missions comprenaient également des boucliers thermiques et des parachutes.

### Lune

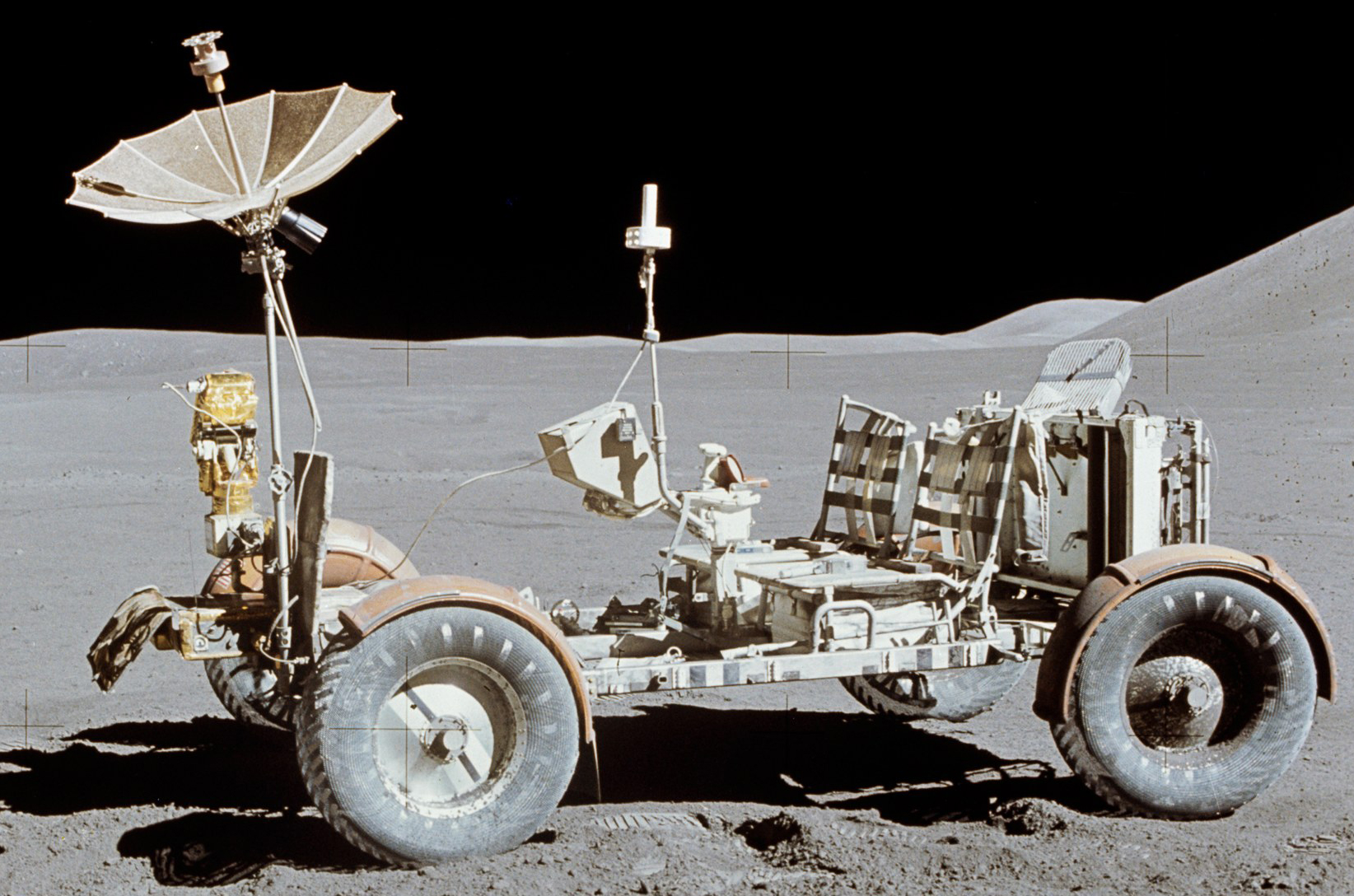
Rover lunaire d'Apollo 15, dans sa configuration finale sur la Lune.

Du fait de sa proximité, la Lune est le corps céleste qui a été atteint par le plus de missions spatiales : 41 d'entre elles ont atteint sa surface d'une façon ou d'une autre, entre Luna 2 en 1959 et Chang'e 3 en 2013. Le premier atterrissage sur la Lune réussi a été effectué par Luna 9 en 1966.
Six missions Apollo ont également permis à des êtres humains d'atteindre la surface lunaire. Ils y ont déposé un ensemble varié d'objets (expériences scientifiques, rovers, drapeaux, voire balles de golf et une sculpture).

### Mars

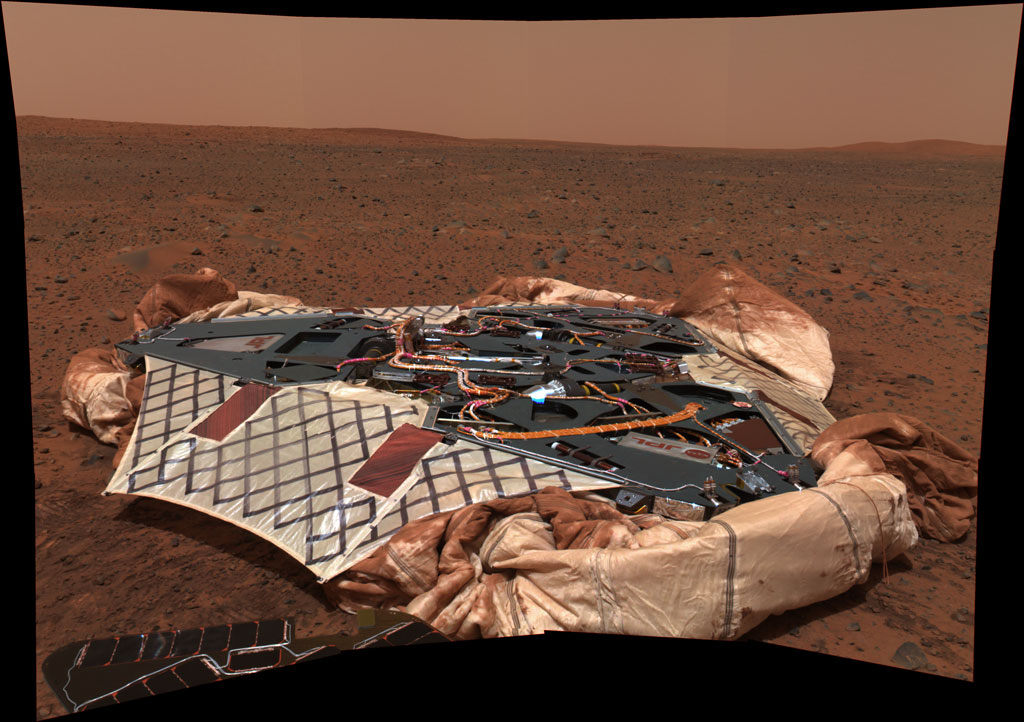
Module d'atterrissage du rover Spirit sur Mars.

Entre Mars 2 en 1971 et Mars Science Laboratory en 2012, 13 missions spatiales ont atteint le sol de Mars, Mars 3 réalisant le premier atterrissage en douceur en 1971. Comme pour Vénus, ces missions incluent des boucliers thermiques et des parachutes en plus des modules d'atterrissages.
Depuis l'arrêt (ses panneaux solaires furent couverts de poussière durant une tempête) de Opportunity en janvier 2019, les seuls rovers encore actifs sur Mars sont Curiosity et Perseverance (depuis le 18 février 2021).

### Autres corps

#### Objets relativement intacts

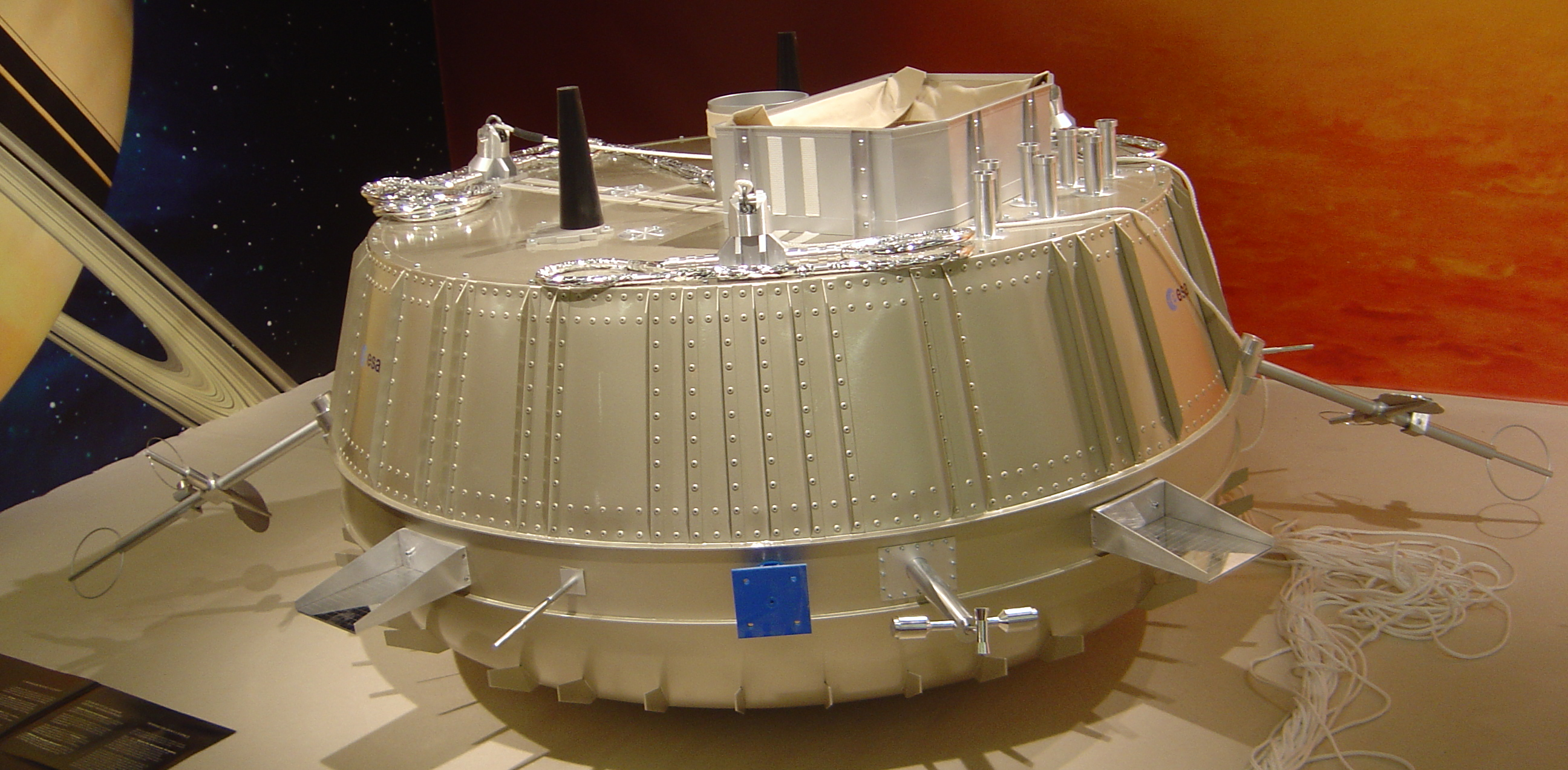
Maquette à l'échelle de la sonde Huygens qui a atterri sur Titan.

- (433) Éros : la sonde NEAR Shoemaker a atteint la surface de l'astéroïde le 12 février 2001, bien que n'ayant pas été spécifiquement conçue en ce but.
- Titan : la sonde Huygens, partie de la mission Cassini-Huygens, a atteint avec succès la surface de ce satellite de Saturne le 14 janvier 2005.
- (25143) Itokawa : la sonde Hayabusa a déposé un marqueur à la surface de l'astéroïde le 19 novembre 2005.
- 67P/Tchourioumov-Guérassimenko : le 12 novembre 2014, Philae, atterrisseur de 100 kilogrammes, se sépare de la sonde Rosetta et se pose sur cette comète périodique pour analyser in situ la composition de son sol et sa structure.

#### Objets détruits ou vaporisés
- Jupiter : la sonde Galileo a lâché une sonde dans l'atmosphère de Jupiter le 7 décembre 1995, avec bouclier et parachute. Sa mission dura 1h environ pendant la descente ; à la fin, la sonde fut écrasée par la pression, puis fondue et « dissoute » par la température du fluide interne. 
Le module principal est resté en orbite autour de la planète jusqu'en 2003 et fut délibérément plongé dans son atmosphère le 21 septembre 2003 pour éviter une contamination accidentelle du satellite Europe. Sans bouclier thermique, la sonde s'est désintégrée en quelques secondes lors de son entrée atmosphérique.
- 9P/Tempel : un projectile lancé par la sonde Deep Impact a frappé le noyau de la comète 9P/Tempel le 4 juillet 2005.
- Mercure : la sonde MESSENGER a été délibérément écrasée sur Mercure, à la fin de sa mission, le 30 avril 2015.
- Saturne : le module principal de la sonde Cassini fut détruite volontairement dans les couches supérieures de l'atmosphère de Saturne, le 15 septembre 2017, afin d'éviter une contamination éventuelle d'une de ses lunes.
- Dimorphos : l'impacteur DART a volontairement percuté le satellite de l'astéroïde (65803) Didymos le 26 septembre 2022 dans le cadre d'une mission de test de déviation d'astéroïde.

## Masse
Au total, plus de 200 tonnes de matériel ont été déposées à la surface d'autres corps célestes, réparties de la façon suivante[Quand ?] :
- Lune : 170 996 kg (83 % du total) ;
- Vénus : 22 628 kg ;
- Mars : 9 302 kg ;
- Jupiter : 2 564 kg ;
- Éros : 487 kg ;
- Titan : 350 kg ;
- Itokawa : 0,591 kg.